# Marie Høeg
Marie Høeg (Langesund, 15 d'abril del 1866 – Oslo, 22 de febrer del 1949) fou una fotògrafa i sufragista noruega. El treball publicat de Høeg era tradicional; la seua fotografia privada, però, que incloïa imatges de la seua parella creades amb la fotògrafa Bolette Berg (1872-1944), desafiava els prejudicis de gènere. Fou fundadora de l'Associació de Discussió de Horten, que encara existeix hui. Høeg també començà la Branca Horten de l'Associació Nacional per al Dret al Vot de les Dones, el Consell de Dones de Horten i l'Associació de Tuberculosi de Horten.

## Biografia
Høeg nasqué a Langesund el 15 d'abril del 1866. Estudià fotografia a Brevik i va completar el seu aprenentatge al 1890.
Del 1890 al 1895, Høeg va viure a Finlàndia, treballant com a fotògrafa a Ekenäs i Hanko. Ací va estar molt influenciada pel moviment finlandés pels drets de les dones.
Høeg es traslladà de Finlàndia a Horten, a Noruega, al 1895, amb Bolette Berg. Berg era cinc anys més jove que Høeg i s'havia entrenat com a fotògrafa, segurament mentre residia a Finlàndia. Høeg i Berg establiren el seu estudi de fotografia, que es deia Berg & Høeg. Marie Høeg va utilitzar el seu estudi no sols per a la fotografia, també com a lloc de trobada per a dones interessades en el feminisme i el sufragi femení.

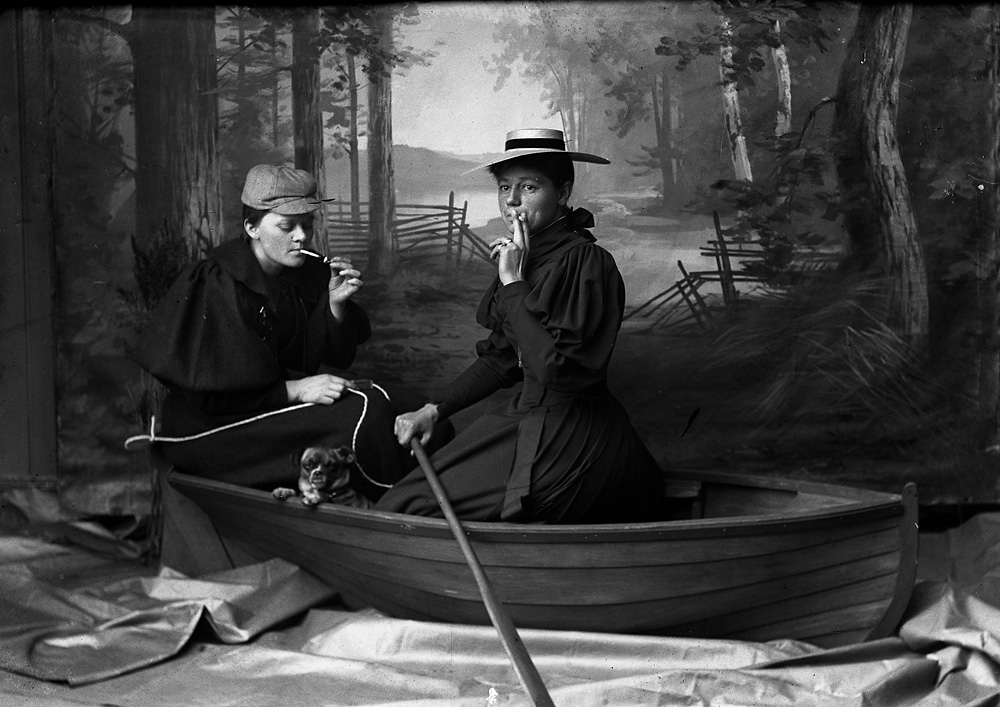
Høeg i la seua companya Bolette Berg en una de les seues fotos

Høeg i Berg se n'anaren a viure a Kristiania (actual Oslo) el 1903 i hi treballaren com a fotògrafes professionals, sobretot fent postals escèniques i retrats.
Fundaren l'editorial Berg og Høghs Kunstforlag AS, i publicaren llibres com Norske Kvinder, de tres volums, que tracta sobre la història de les dones noruegues.
Marie Høeg es va morir a Oslo el 22 de febrer del 1949.
Molts dels seus negatius de vidre es descobriren després de la seua mort en un graner, en la dècada dels 1980. El graner era en una granja on Berg i Høeg visqueren el final de la vida. Una sèrie de negatius en una caixa etiquetada com a "privada" contenia unes imatges amb escenificacions i poses de Berg i Høeg al costat d'amics i familiars, realitzades entre finals del segle XIX i principis del XX. Aquestes imatges de la parella, vestides amb roba d'home, fumant i amb bigot, anaven més enllà dels retrats convencionals que es feien les dones llavors; desafiaven les convencions socials i trencaven amb els tradicionals rols de gènere. Aquests 440 negatius de vidre ara són en la col·lecció del Museu Preus.